# B-52G-flystyrt ved Palomares
Ved B-52G-flystyrtet ved Palomares kolliderede et B-52G-bombefly (halenummer 58-0256) den 17. januar 1966 med et KC-135 Stratotanker (halenummer 61-0273) tankfly. Som følge af kollisionen styrtede B-52G-flyet ned i Middelhavet ud for Spaniens østkyst nær fiskerbyen Palomares. 
Flyet medbragte fire brintbomber. Ved styrtet eksploderede to af bombernes konventionelle tændsatser, hvilket forårsagede spredning af radioaktivt materiale. En bombe blev fundet på land nær Palomares i intakt stand. Den sidste bombe styrtede i Middelhavet, hvor den efter nogle måneder blev bjærget.
I 2001 oplyste Centro de Investigaciones Energéticas, Medioambientales y Tecnológicas (CIEMAT), at der fortsat er konstateret forhøjede niveauer af plutonium, uranium og americium i et området omkring Palomares.
Den fjerde bombe blev 2½ måned senere fundet intakt  i Middelhavet.
USAF´s ulykker med atomare våben har kodenavnet "Broken Arrow".